# Busher Jackson

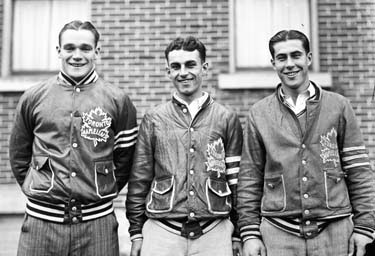

Harvey „Busher“ Jackson  (* 19. Januar 1911 in Toronto, Ontario; † 25. Juni 1966) war ein kanadischer Eishockeyspieler, der von 1929 bis 1944 für die Toronto Maple Leafs, New York Americans und Boston Bruins in der National Hockey League spielte.

## Karriere
Als Junior gewann er mit den Toronto Marlboros 1929 den Memorial Cup. Als ihn kurz darauf die Toronto Maple Leafs verpflichteten, war er mit seinen 18 Jahren der jüngste Spieler der Liga. Sein unglaublicher Schuss war das Markenzeichen von Busher, der gemeinsam mit Joe Primeau und Charlie Conacher in Toronto die „Kid Line“ bildete. In der Blütezeit der „Kid Line“ schaffte er es, in vier aufeinander folgenden Saisons mehr als 20 Tore zu erzielen.
1932 holte er mit den Maple Leafs den Stanley Cup. Nachdem Primeau seine Karriere beendet hatte, spielte er in einer Reihe mit seinem Bruder Art, bevor er mit Syl Apps und Gordie Drillon zusammen aufgestellt wurde.
Er wurde im Mai 1939 zusammen mit Elwyn „Doc“ Romnes und drei weiteren Spielern für Sweeney Schriner an die New York Americans abgegeben. Nach zwei Jahren bei den Americans kauften ihn die Boston Bruins. Nach drei Jahren in Boston beendete er seine Karriere.
Er starb an den Folgen eines Autounfalls. 1971 wurde er mit der Aufnahme in die Hockey Hall of Fame geehrt. Diese Entscheidung führte zu einem heftigen Streit mit Conn Smythe, der die Meinung vertrat, dass Jackson auf Grund seines unsoliden Lebenswandels nicht in die Hall of Fame gehöre. Als seine Bedenken übergangen wurden, kündigte Smythe seine Tätigkeit bei der Hall of Fame auf.

## Auszeichnungen
- NHL First All-Star Team: 1932, 1934, 1935 und 1937
- NHL Second All-Star Team: 1933
- NHL-Topscorer: 1932 (in späteren Jahren wurde hierfür die Art Ross Trophy vergeben)

## Rekorde
- 4 Tore in einem Drittel (20. November 1934; Maple Leafs – St. Louis Eagles 5:2) gemeinsam mit 5 weiteren Spielern.